# 대아저수로
대아저수로(Daeajeosu-ro)는 전북특별자치도 완주군 고산면에서 완주군 동상면을 잇는 99.7km 도로이다

## 주요 경유지
전북특별자치도
- 완주군 (고산면 . 동상면)

## 노선
전 구간 지방도 제732호선에 속하므로 이에 대한 별도 표기는 생략한다
| 이름               | 접속 노선                        | 소재지 | 소재지 | 비고 |
| ------------------ | -------------------------------- | ------ | ------ | ---- |
| 삼기사거리         | 지방도 제732호선 (고산천로)      | 완주군 | 고산면 |      |
| 소향교             |                                  | 완주군 | 고산면 |      |
| 새재               |                                  | 완주군 | 동상면 |      |
| 대아리삼거리       | 대아수목로                       | 완주군 | 동상면 |      |
| 우암교             |                                  | 완주군 | 동상면 |      |
| (이름없음)         | 송광수안로                       | 완주군 | 동상면 |      |
| 마재               |                                  | 완주군 | 동상면 |      |
| 신월삼거리         | 국가지원지방도 제55호선 (동상로) | 완주군 | 동상면 |      |
| 동상주천로 와 직결 |                                  |        |        |      |

## 주요 시설및 건물
- 종암경로당 (대아저수로 29/삼기리 308-1)
- 성림편의점 (대아저수로 270/소향리 777-3)
- 소향보건진료소 (대아저수로 333/소향리 670-1)
- GS칼텍스대아주유소 (대아저수로 363/소향리 280-1)
- 신상노인회관 (대아저수로 371/소향리 274-23)
- 동상초등학교(대아저수로 1523/신월리 286)